# 伏見和郎
伏見 和郎（ふしみ かずお、1924年 - ）は日本の工学者。専門は電気工学。東京大学原子核研究所教授（現・高エネルギー加速器研究機構）、工学博士。

## 人物

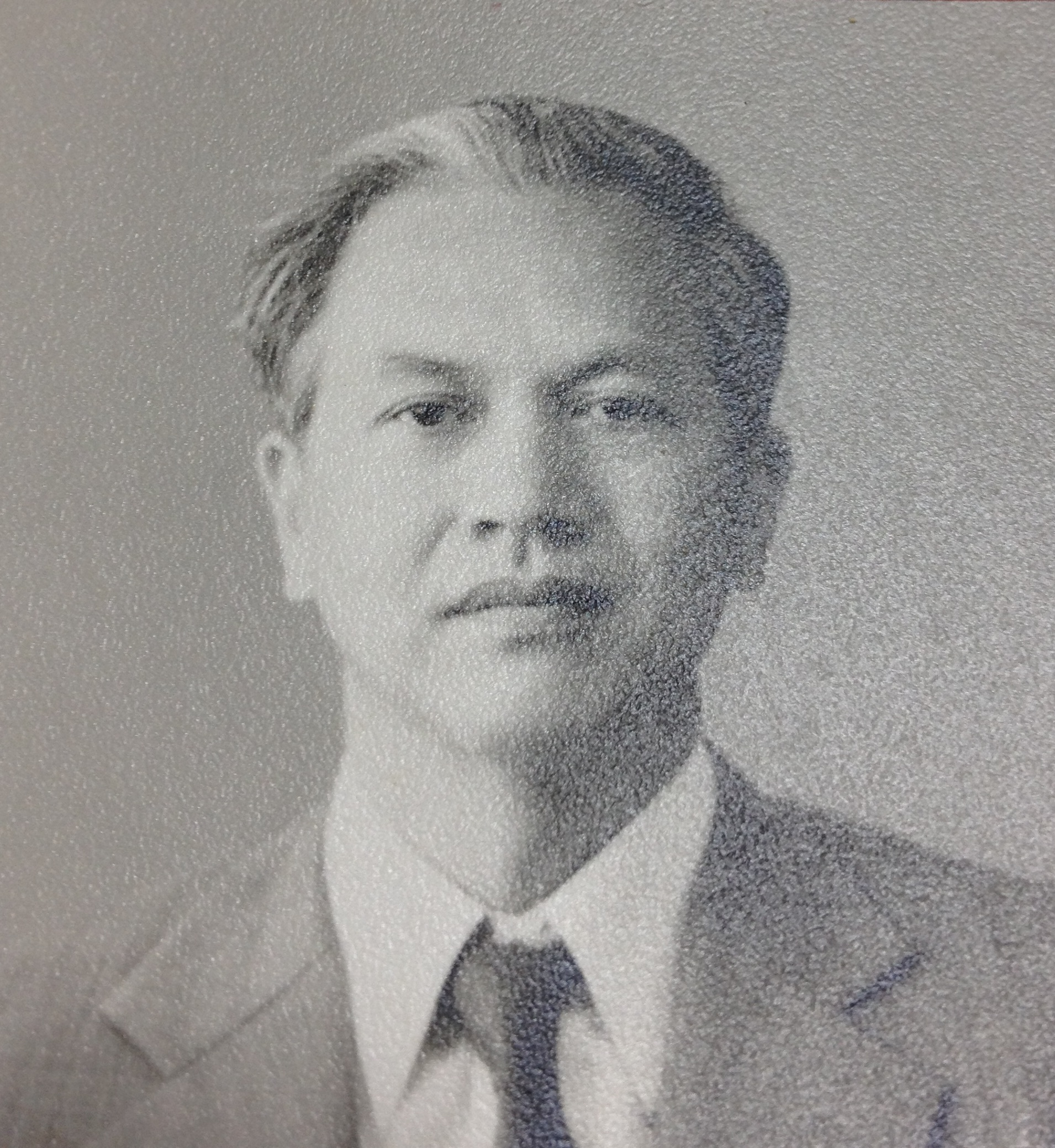
The University of Tokyo emeritus professor Kazuo Fushimi

仙台市出身。第二高等学校を経て、1945年東京帝国大学第二工学部電気工学科卒業。逓信省電気試験所（現・NTT電気通信研究所）に入所。1962年東京大学より工学博士を授与される。
1964年NTT電気通信研究所を退所。
タケダ理研工業株式会社（現在の株式会社アドバンテスト）入社。
取締役、開発部長。当時の部下には、玉地康雄など。
1964年から1966年北京大学。
1967年から1984年東京大学原子核研究所(現高エネルギー加速器研究機構)教授。
当時の助手には渡邊伸一など。
1984年 定年退官に際して東京大学より名誉教授の称号を受ける。
1984年から1994年電気化学計器（株）DKK顧問。
1984年から1991年日本電子（株）顧問。
　　　　　　

## 発明品
タケダ理研在籍当時「伏見スケーラー」を発明。
伏見スケーラーとはパルス列を計測する十進計測器。
通常トランジスター計測器は50MHz以上の高速計測が困難であったが、伏見スケーラーは高速性能に優れた江崎ダイオードを用いた二進計数回路を十進法計測回路の前に接続し二十進回路とし、パルス列の計測と同時に十進法に変換する方法である。これにより、125MHzに達する高速計測が可能になった。

## 著書
- 『原子核エレクトロニクス』コワルスキー著 ; 伏見和郎, 吉村厚訳 （朝倉書店、1971年）
- 『科学技術者のみた文革前後の北京大学』　伏見和郎著 	（日中出版、1980年）
- 『 電子回路の基礎』　伏見和郎著 　（オーム社、1983年）
- 『初学者のための増幅回路設計法』　小柴典居著 ; 喜安善市, 伏見和郎監修 	（オーム社、1986年）
- 『エネルギー分散型蛍光X線分光分析装置』　伏見和郎著 	（共栄社、2000年）
- 『何者が毒ガスを提供したのか : オウム真理教事件の真相を探る』	伏見和郎著　（伏見和郎、2004年）

- Nuclear radiation detectors : proceedings of the INS International Symposium on Nuclear Radiation Detectors : Tokyo, Japan, March 23-26, 1981　	editors, H. Kamitsubo, K. Husimi and T. Doke 	North-Holland　1982
- Proceedings of 1981 INS International Symposium on Nuclear Radiation Detectors,Tokyo, 23-26 March, 1981 	ed. by K. Husimi and Y. Shida 	Institute for Nuclear Study, University of Tokyo　1981